# Patalene bicesaria
Patalene bicesaria là một loài bướm đêm trong họ Geometridae.